# Faces of the Moment
Faces of the Moment ist die Debüt-EP der US-amerikanischen Post-Grunge-Band Chiba-Ken, die über eigenes Label produziert wurde. Dieses Label heißt ebenfalls Chiba-Ken. Die EP hat 7 Stücke und eine Gesamtspielzeit von einer knappen halben Stunde. Es erschien im September 2005. Die Songs der Band stehen bei Poppa Tony Music unter Lizenz. Durch den guten Verkauf wurde das Indie-Label Gotham Records auf die Band aufmerksam. Durch ihre Demo Winter Sessions, die Anfang 2006 produziert wurde, fragte das Label bei der Band an und nahm sie unter Vertrag.

## Cover und Layout
Das Cover zeigt eine Hand von der Blut herabströmt auf einem weißen Hintergrund. Schlägt man die CD-Hülle auf, sieht man einen weiblichen Körper an dessen linken Arm die Quelle des leichten Blutstroms ist. Das Gesicht wurde aus Sicherheitsgründen verklärt dargestellt. Tenille De Freitas und Danielle Elyse Romano wurden von der Band eingeladen als Cover-Models zu fungieren. Das Cover-Layout und dessen Design stammt von Joshua Brain Jaffe, dem Bassisten der Band.

## Produktion
Die Songs wurden alle von der Band geschrieben und produziert. Das Album wurde in den Purple Light Studios aufgenommen und von Michael Barille getrackt, gemixt und gemastert. Beim Tracking wurde Barile von Kenneth Schalk unterstützt.

## Songs
- 1. Broken Faces
- 2. Urban America
- 3. Forward
- 4. Die For Me
- 5. A Simple Explosion
- 6. Holy Water
- 7. The Distance From Here

## Verkauf
Die EP wurde weltweit verkauft. In Deutschland kann man das Album bei Amazon bestellen und als Download-Album runterladen. Zudem wird das Album bei ITunes, EMusic und CD Baby angeboten.

## Musikstil
Der Musikstil lässt sich wegen der steigenden Aggressivität der Instrumente in den meisten Songs dem Post-Grunge zuordnen. Sänger George William verwendet hauptsächlich klare Gesangparts, wobei in den meisten Songs auch Screaming-Parts heraushörbar sind, was den Musikstil der Band näher beschreibt. Die Band mischt ihren Musikstil mit Post-Hardcore- und Screamo-Elemente. Textlich geht es in den meisten Songs der EP um soziale Missstände in der
US-amerikanischen Gesellschaft.

## Kritik
Janelle Jones beschreibt das Album als wunderschön und dennoch aggressiv. Der Song The Distance From Here beschreibt die Kritikerin als wirklich gut gelungenes Finale einer klasse EP, wobei sie nur den Song Holy Water als schwach einstuft.